# Cleistocactus neoroezlii
Cleistocactus neoroezlii är en kaktusväxtart som först beskrevs av Friedrich Ritter, och fick sitt nu gällande namn av Franz Buxbaum. Cleistocactus neoroezlii ingår i släktet Cleistocactus, och familjen kaktusväxter. Inga underarter finns listade i Catalogue of Life.